# Xenohammus assamensis
Xenohammus assamensis är en skalbaggsart som först beskrevs av Stefan von Breuning 1935.  Xenohammus assamensis ingår i släktet Xenohammus och familjen långhorningar. Inga underarter finns listade i Catalogue of Life.